# Carl Wright
Carl Wright (Orlando, 2 de fevereiro de 1932 — Chicago, 19 de maio de 2007) foi um dançarino, sapateador, comediante e ator norte-americano. Conhecido por suas participações nas comédias Soul Food (1997), Big Momma's House (2000) e Barbershop (2005).
Por vários anos, Wright se juntou à lenda da rádio de Chicago, Pervis Spann, interpretando um reverendo equivocado e travesso em seu programa de televisão de, "Blues and More".
Quando jovem, Carl também excursionou como dançarino de sapateado. Ele faleceu em sua casa vítima de câncer em 2007. 

## Filmografia
- The Cookout (2004) .... Vovô
- Barbershop 2: Back in Business (2004) .... Checkers Fred
- Platinum Playaz (2003) .... Mr. Green
- M.I.T.: Murder Investigation Team .... Darren (1 episódio, 2003)
  - Rubbish (2003) .... Darren
- When Thugs Cry (2003) .... Ministro
- Barbershop (2002) .... Checkers Fred
- Just Visiting (2001) .... Mestre da estação
- Big Momma's House (2000) .... Ben Rawley
- Early Edition .... Henderson (1 episódio, 1998)
  - Walk, Don't Run (1998) .... Henderson
- Soul Food (1997) .... Reverendo Williams